# Mimenicodes bougieri
Mimenicodes bougieri là một loài bọ cánh cứng trong họ Cerambycidae.